# 絶深海のソラリス
「絶深海のソラリス」（ぜつしんかいのソラリス、英文表記: SORALIS the Abyssal）はらきるちによるライトノベル。イラストはあさぎりが担当しており、あさぎりにとってライトノベルレーベルでの活動は初のことであった。MF文庫J（KADOKAWA）より2014年3月から刊行されている。
22世紀の地球を舞台とする本作は、未知の結晶体「ソラリス」によって水陸両生の異能「テリトリー」を持つ少年少女の活躍を描くラブコメディ、サバイバルホラー作品である。

## あらすじ

### 第1巻
西暦2145年。100年前に発生した「大海害」によって土地の多くが海没し、アジア大陸にはウランバートルを首都とするオリエント連邦が設立。人類は血液と融合する性質を持つ結晶体ソラリスの存在によって、極一部の人々が水陸両生の異能を得たミュータント水使いとして生まれるようになった。連邦は水使いの特殊な力テリトリーの訓練を目的に、太平洋上の孤島へアカデミーを設立した。

#### Episode.0 ～ Episode.1 前進／僕／戦場へ
春。山城ミナトは18歳でアカデミーの技術教官に就任する。アカデミーにはミナトと同じ自治区出身の幼馴染星野ナツカや、1回生にして史上最高の才能を持つクロエ・ナイトレイ、ミナトの恩師である技術教官のララ・アイシュワリンがいた。ナツカは在学5年目ながらテリトリーの簡単な操作もままならず卒業を危ぶまれ、クロエは才能に恵まれるあまり精神が未熟で、教官陣を悩ませていた。クロエの専属教官に任命されたミナトは、クロエとナツカにパートナー関係を結ばせる。アカデミーで最も優れたクロエの指導でナツカの成績向上を、ナツカへの教鞭によってクロエの精神的問題を克服しようと目論んだのだ。

#### Episode.2 半透明少女関係
ある日、ミナトはアイシュワリンと共に、旧大阪府海底で開催する遠征演習の担当教官に任命される。海底遺跡のドキュメンタリー番組を制作するテレビ番組制作会社が水使いの訓練生へ撮影の補助を依頼したのだ。参加する訓練生は5名。その内推薦者枠3名は埋まり、自由参加枠2名の内1枠が空白であった。推薦者枠で参加するクロエはこの1枠にナツカを推薦するが、すでに学業が危機的状況にあるナツカにとって遠征の拘束期間は致命的なものであった。クロエは自身のプライドと、ペットの死で落ち込んでいるナツカを励ます名目で、ナツカの参加を強行。学業の問題をクリアすべく、クロエとナツカは試験へ向けて殺人的スケジュールで訓練を敢行する。結果、ナツカは見事試験に合格、晴れて遠征参加の資格を得た。

#### Episode.3 カオスダイバー
5月。遠征演習出発の日となった。メンバーは教官のミナトとアイシュワリン。訓練生はナツカ、クロエ、中国系の4回生のメイファ＝リー、アメリカ系の3回生のミシェル・オリバー、日系の水島サオリの5名。番組スタッフ3名。合計8名がクルーザーで日本の方面へと移動する。初日は旧東京都海底を探査し、無事に夜を明かした。2日目。大阪海底を探索する一行は、海底から響く救難信号を発見する。信号を発信していたのは国籍不明の海底施設だった。アイシュワリンが先行して施設へ侵入したところ、そこで上半身と下半身を分断された水使いの死体を発見する。危険を察知し撤退しようとしたアイシュワリンだが、突如何者かの襲撃に遭う。
アイシュワリンが消息を絶った直後、海中に待機していたミナトらに、海上のクルーザーから船が何者かの襲撃を受けた旨の通信が入る。戻ると、クルーザーは散々に破壊されており、番組スタッフ全員と体調不良で休養していたサオリが、未知の生命体によって食い殺されていた。ソラリスの融合性質による突然変異生物ではないかと推測される生命体の群れの襲撃を受けた一行は、どうにかこれを退けるが、クルーザーは沈没してしまう。

#### Episode.4「ディーパーディーパー」
海底を潜航するミナトと訓練生の一行は施設へ消えたアイシュワリンを探して施設へ侵入する。施設は先の生命体が徘徊し、度々襲撃を受けた。生命体はクルーザーで遭遇した個体（ランクD）と異なる、テリトリーを用いた透明化能力を持つタイプ（透明型）、巨体と無数の触手を持つタイプ（ダイオウイカ）、水使いの能力を一時的に封じるテリトリーウイルスを用いるタイプ（マダラ）がいた。危機の連続を受けた一行は仕方なくアイシュワリンの捜索を中断、撤退を決断するのだが、マダラのテリトリーウイルスによって攻め手を封じられ、ランクDの群れの組織的な襲撃に遭う。一時は離散しながらも逃走する一同。その中で、クロエだけが取り残され、ランクDの群れに食い殺されてしまう。

#### Episode.5 ヒューマン・ライセンス
倉庫へと逃れたミナトと訓練生一行は施設職員の遺体からカードキーを入手し、マダラ対策に倉庫の銃器で武装する。ミシェルが逃走中に入手した見取り図を便りに潜水艇のコンタクトゲートからの脱出を計画。ゲートの開閉のために中央管制室へ入った一行は、サーバから敵対生命体の情報を入手する。生命体は「アンダー」と呼称され、兵器運用を目的にテリトリーを備え製造された人造生命体であった。ゲートのセキュリティを突破したものの、中央管制室へアンダーランクDの群れが襲来する。その内1体の攻撃からナツカを庇って、ミシェルが致命傷を負う。群れを退け、制御室を介してゲートへ到達したものの、ミシェルは死亡してしまう。ゲートの開閉にこぎつけたミナト、ナツカ、メイファの前へランクAアンダーダイオウイカが襲来する。先程入手した情報を頼りに連携でダイオウイカを追い詰め、メイファがあわや最後の一撃を決めかけたところで突然、マダラの再襲来によってテリトリーが消滅、力を失くしたメイファがダイオウイカに圧殺された。窮地に陥ったミナトを救ったのはナツカだった。アカデミーでは水使いの才能が欠落していると揶揄されたナツカは、実は暴走系と揶揄される特殊なタイプ「感情依存型」の水使いで、精神状態の変動によって力が左右される欠陥を持っていた。クロエらの死によって半狂乱に陥ったナツカのテリトリーは恐ろしいまでに膨張し、ダイオウイカの触手を圧潰した。しかし、感情依存型にはテリトリーの酷使による原理不明の死亡例があった。テリトリーでアンダーを退け、潜水艇で施設を脱出したミナトとナツカだが、ナツカは潜水艇の中でミナトに看取られ死亡する。

#### Last Episode もしも君が泣くならば
ミナトは潜水艇で大阪海底を潜航していた。アンダーの襲来を受け、ナツカの遺体を庇って海中へ出たミナトだったが、武装をすべて喪失している。死を悟るミナトだったが、施設を単身脱出したアイシュワリンによって窮地を救われる。アイシュワリンは助けなくても自力で脱出できた、訓練生を施設へ誘わなければ誰も死亡せずに済んだ、すべては己の判断ミスであったと、ミナトは後悔に屈した。

## 登場人物
山城 ミナト（やまじょう みなと）
18歳。アカデミーで技術教官を務める水使い、日系の青年。テリトリーは知覚特化型、色は銀鼠色。身長は173cm、体重59kg。アカデミーを3年で卒業し、18歳にしてアカデミーの技術教官に着任した。訓練生時代はアイシュワリンの専属指導を受け、リアクションの激しい彼女をセクシュアルハラスメント気味にからかう掛け合いを展開していた。これが曲解されセクハラ常習犯であると女性訓練生から噂が立っている。当人もこれをネタにして気心の知れたアイシュワリンに対してセクハラを繰り返し、飄々としている。テリトリーを用いた疑似プログラムによって優秀な人工知能を構成し、人間の限界を超えた速度での情報処理と行動を可能とする。
星野 ナツカ（ほしの なつか）
ヒロインの1人。17歳。アカデミーの5回生、オリエント連邦の日本自治区出身の少女。愛らしい顔立ちで、男女共に称賛されるほどの巨乳で、美乳。テリトリーは領界特化型、色は桜色。身長は162cm。他の登場人物の体重が公開されている中でナツカだけは「絶対ないしょ」と秘匿されている。好物はメンチカツ。趣味はクラゲ観賞で、寮の自室でクラゲを飼っている。
クロエ・ナイトレイ
ヒロインの1人。15歳。アカデミーの1回生、アメリカ系の少女。オリエント連邦の首都であるウランバートル出身。父親はソラリス技術庁の長官を務める人物で、すなわち水使いの業界で最大の権力を握る。姉はミナトと同期でアカデミーへ入学し、僅か2年で卒業する優秀な人物であった。テリトリーは秩序独裁型、色は黄金色。身長は149cm、体重は39kg。
メイファ＝リー（李 梅花）
ヒロインの1人。16歳。アカデミーの4回生、中国系の少女。テリトリーは領界特化型で、色は菫色。身長は166cm、体重は46kg。テリトリーを武器として装備した対人制圧能力において群を抜いた成績を残している。その反面、機械の操作が非常に苦手である。
ミシェル・オリバー
ヒロインの1人。16歳。アカデミーの3回生、アメリカ系の少女。テリトリーは限定活動型で、色は菖蒲色。身長157cm、体重42kg。
ララ・アイシュワリン
オリエント連邦のインド自治区出身の女性。21歳。アカデミーの技術教官を務める水使いで、テリトリーは限定活動型。新人教官となったミナトの同僚。小麦色の肌と整ったプロポーション、大人とも子供ともつかない美貌と、快活で面倒見のいい生活から訓練生の人気を集める人物。かつて訓練生だったミナトの専属指導を担った恩師で、リアクションの激しいアイシュワリンをミナトがセクシュアルハラスメント気味にからかうという掛け合いが当時から展開されていた。テリトリーを用いることでアカデミー史上最速と謳われるほどの行動速度を発揮する。
マリア学長
アカデミーの学長を務める女性。軍役の経験が原因か女性とは思えないほどの巨躯が特徴で、熊、プロ格闘選手、世界樹など大規模な比喩で紹介されている。

## 世界設定

### オリエント連邦
第1巻の時点で22世紀、西暦2145年が舞台である。およそ100年前に発生した「大海害」によって地球の土地は一部が海没し、いくつかの国が再編成、統合を果たしている。アジア大陸に位置し、ウランバートルを首都とするオリエント連邦には日本自治区、中国自治区、インド自治区の他、アメリカ系の人間が多数在籍する自治区が存在する。

### ソラリスと水使い
大海害によって大打撃を受けた世界の復興と密接な関わりを持つのがソラリスと呼称される結晶体である。これは「生きた鉱石」と称されており、生物の血液と融合する性質を持つ。作中では海底での採取が描写されているが、その発祥地域はまったく不明で、宇宙空間、地底、異次元世界など様々な仮説が立てられている。ソラリスは適性を持つと診断された人間の血液へ結晶体が混入することで、海底での呼吸、深海での自由な活動など従来の人間には不可能な特殊能力を総合した拡張能力が発現する。テリトリーは普段は注視しなければ見えないほど薄い色だが、宿主が発動の意思を示すことで色が濃くなり視覚が可能となる。テリトリーを持つ人間には知覚特化型、領界特化型、秩序独裁型、限界活動型の4タイプに区分される。その他に感情の変動により能力の質が上下する感情依存型も存在するが、これは疾患に数えられている。連邦はテリトリーを持つ人間の訓練機関としてウランバートルにアカデミーを設立した。これは後に訓練生の脱走防止を目的に、太平洋沖の人工島へと移転された。人工島は大海害によって領土が海没した日本が暫定政府を置くために建造されたものだったが、オリエント連邦の発足によってこの計画が頓挫し、連邦の再整備によって訓練施設に利用された。島は連邦本土から飛行機で片道5時間を費やすほどの絶海に位置している。アカデミーのカリキュラムは試験制度を取っており、卒業には初級過程45科目、中級過程52科目、上級過程20科目前後（これは訓練生の選択コースによって多少変動する）の実技試験と、一般教養、専門知識を計るペーパーテストすべての合格が要される。このため訓練生の卒業までの期間は人により異なり、卒業までの平均年数は5年、卒業の上限は8年に設定されている。加えて試験に対応する訓練への最低1回の参加が義務づけられている。晴れて卒業した訓練生は水使いの資格を獲得する。

### アンダー
劇中には人類に敵対する存在として「アンダー」と呼称される未知の生命体が登場する。名称は「ソラリスに支配された者（Under control of the SORALIS）」が由来で、ソラリスを使用する水使いとは真逆に位置づけられる。アンダーは旧大阪府の海底に秘密裏に建設された「牧場」と通称される施設で研究された兵器運用を目的とした人造生物である。第1巻では「ランクD」「ランクB（透明型）」「ランクB（マダラ）」「ランクA（ダイオウイカ）」の4種の個体が登場した。ランクDはテリトリーの拡張能力を一切持たない廃棄体であるが高い生命力と、群れでの狩りを図る知能を持っている。「透明型」は甲殻類の特徴が見受けられる体躯をしており、限定活動型のテリトリーを用いて己の体を完全に透明化することが可能である。「マダラ」は人間と酷似した四肢を持つ体躯で、秩序独裁型の前例がある侵食能力に分類されるテリトリーウイルスを持っており、水使いのテリトリー拡張能力を一時的に消滅させることができ、拡張能力の使用中は前進にマダラ模様が浮かび上がる。「ダイオウイカ」はクジラに匹敵する巨体に無数の感覚器を有した触手を生やしており、凄まじい怪力を誇る。

## 評価
ダ・ヴィンチにおいて企画された「ライトノベルツイッター杯2014上半期」では新規作品の部門で2位へランクインし、「絶望度100%」のキャッチコピーを体現する作品の構成がフィーチャーされた。『このライトノベルがすごい！』作品部門では2015年版で6位にランクインした。

## 既刊一覧
- らきるち（著）・あさぎり（イラスト） 『絶深海のソラリス』 KADOKAWA〈MF文庫J〉、既刊2巻（2015年3月25日現在）
  1. 2014年3月25日発売[26]、ISBN 978-4-04-066391-3
  2. 2015年3月25日発売[27]、ISBN 978-4-04-067480-3